# 31926 الحمود
31926 الحمود (بالإنجليزية: 31926 Alhamood)‏ ، كويكب يقع في حزام الكويكبات اكتشف في الخامس من أبريل عام 2000 من قبل فريق بحث لنكولن عن الكويكبات القريبة من الأرض في مدينة سوكورو التابعة لولاية تكساس.

## التسمية
في يوم 10 يناير 2016 أطلقت ناسا تسمية الحمود على الكويكب تخليدًا لإنجازات الطالب السعودي عبد الجبار الحمود مواليد سنة (1996م) وهو طالب يدرس في السنة التحضيرية في جامعة بوستن في ولاية ماسيتيوسس الأميركية، وذلك نتيجة أبحاثه في علوم النبات ونتائجها المتميزة، حيث فاز الحمود بالمركز الأول بمعرض أنتل للعلوم والهندسة بأميركا «آيسف 2015».